# مونته گرانده
مونته گرانده (به اسپانیایی: Monte Grande) شهری در کشور آرژانتین، استان بوئنوس آیرس است که در سال ۲۰۰۹ میلادی، حدود ۱۰۹٬۶۴۴ نفر جمعیت داشته است.

## نگارخانه

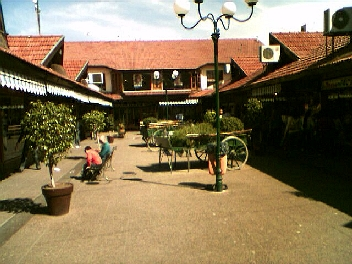
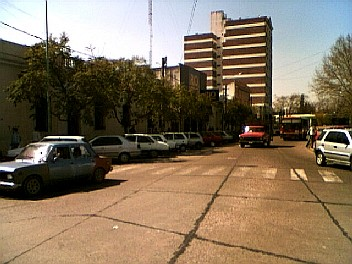